# Д'яконські сади
Д'яконські сади — загальнозоологічний заказник місцевого значення. Об'єкт розташований на території Кам'янсько-Дніпровського району Запорізької області, село Велика Знам'янка.
Площа — 33,7 га, статус отриманий у 1992 році.